# Nils-Joel Englund
Nils-Joel Englund (Vittjärv, 7 aprile 1907 – Tierp, 23 giugno 1995) è stato un fondista svedese.

## Biografia
Originario di Vittjärv di Boden, ai Mondiali di Innsbruck del 1933 conquistò la medaglia d'oro nella 18 km e nella staffetta 4 × 10 km, insieme con Per-Erik Hedlund, Sven Utterström e Hjalmar Bergström. Nella rassegna iridata dell'anno successivo, a Sollefteå, fu argento nella 50 km, dietro a Elis Wiklund, e bronzo nella staffetta insieme ad Allan Karlsson, Lars-Theodor Jonsson e Arthur Häggblad.
A Vysoké Tatry 1935 vinse le sue ultime medaglie iridate, l'oro nella 50 km e il bronzo nella 4 × 10 km, con Halvar Moritz, Erik Larsson e Martin Matsbo. Nella sua unica partecipazione olimpica, Garmisch-Partenkirchen 1936, Englund vinse la medaglia di bronzo nella 50 km con il tempo di 3:34:10; meglio di lui fecero i connazionali Elis Wiklund e Axel Wikström.

## Palmarès

### Olimpiadi
- 1 medaglia, valida anche ai fini iridati:
  - 1 bronzo (50 km a Garmisch-Partenkirchen 1936)

### Mondiali
- 6 medaglie, oltre a quella conquistata in sede olimpica e valida anche ai fini iridati:
  - 3 ori (18 km, staffetta a Innsbruck 1933; 50 km a Vysoké Tatry 1935)
  - 1 argento (50 km a Sollefteå 1934)
  - 2 bronzi (staffetta a Sollefteå 1934; staffetta a Vysoké Tatry 1935)